# قطره‌چکان
قطره‌چکان، ماچوچه (به انگلیسی: Eye dropper) وسیله‌ای ‌شیشه‌ای یا پلاستیکی است که یک طرف آن دارای حباب لاستیکی قابل ارتجاع و طرف دیگر آن یک میلهٔ شیشه‌ای (یا پلاستیکی) با نوک بسیار باریک است. طول لولهٔ قطره‌چکان با ارتفاع دهانهٔ ظرف محتوای مایع مورد استفاده متناسب است و از چند سانتی‌متر تجاوز نمی‌کند.

## کاربرد
معمولاً از قطره‌چکان برای ریختن معرف‌ها (فنل فتالئین، تورنسل، متیل اورانژ) یا برداشتن محلول‌هایی که بخار سمّی تولید می‌کنند (مانند اسید کلریدریک غلیظ، آب برم، آمونیاک و…) یا محلول‌هایی که احتمال خطر آن‌ها هنگام ریختن به دست و لباس زیاد است (مانند محلول اسید سولفوریک غلیظ یا اسید نیتریک غلیظ) استفاده می‌کنند.
همچنین از این ابزار برای جابجایی اندازهٔ بسیار کمی از مایعات برای کارهای دیگری از جمله ریختن دارو در چشم یا گلو (به ویژه برای کودکان) بهره برده می‌شود.